# Mike Brown (lutador)
Mike Thomas Brown (Portland, 8 de setembro de 1975) é um lutador americano de artes marciais mistas. Ele atualmente compete no Peso Pena do Ultimate Fighting Championship, ele é ex-Campeão Peso Pena do WEC e possui vitórias notáveis sobre Urijah Faber. Ele já foi colocado na posição número #3 na categoria de pesos pena do Sherdog.
Mike treina em período integral na academia da American Top Team em Coconut Creek, Flórida.

## Biografia

### Wrestling
Mike Brown teve seu contato com o wrestling ainda na escola, quando estava na Bonny Eagle High School em Standish, Maine, tendo ganhado um campeonato estadual em 1992. Na faculdade, ele também participou dos times de wrestling, sendo reconhecido como um lutador focado. Embora fosse um estudante pobre na escola, ele conseguiu juntar tanto a área acadêmica como a área esportiva satisfatóriamente. De acordo com o treinador de wrestling da Norwich, Rich Hasenfus, Brown era um dos atletas mais inteligentes e fortes da Norwich.

### Carreira no MMA
Brown lutou por diversos eventos de MMA, mais recentemente o World Extreme Cagefighting. Em 2005, Brown quase viu o fim de sua carreira no DEEP 22 no Japão. O oponente de Brown, o notável finalizador com pernas Masakazu Imanari, deslocou a perna de Brown ao ponto dela ser quase arrancada do joelho.

### World Extreme Cagefighting
Após uma sequência de seis vitórias, Mike Brown assinou para lutar na divisão 145 pounds do WEC. Sua primeira luta no WEC foi contra o experiente de jiu-jitsu Jeff Curran no WEC 34. Em cada round, Brown combinou Curran com a trocação e o colocando pra baixo e pontuando por cima com cotoveladas e socos. Brown venceu os três rounds à caminho de uma vitória por decisão unânime.
Brown então recebeu uma chance pelo Cinturão Peso Pena do WEC em uma luta contra Urijah Faber no WEC 36. A luta foi originalmente marcada para acontecer em Hollywood, Flórida em 10 de setembro de 2008, mas depois foi remarcada para 5 de novembro de 2008 devido ao furacão Ike. Na época, Faber era o dono do título havia dois anos e meio e era considerado o melhor lutador em 145 pounds no mundo. Brown aceitou a luta contra o melhor lutado do mundo na divisão e sentiu que seus treinos na American Top Team haviam o preparado bem. Quando Faber tentou uma cotovelada, Brown contra-golpeou com um cruzado de direita no queixo, derrubando o campeão. Brown seguiu com uma enxurrada de socos e a luta foi interrompida aos 2:23 do primeiro round. Brown venceu por nocaute técnico e se tornou o novo Campeão Peso Pena do WEC.
A primeira defesa de título de Brown foi contra o lutador nativo do Texas Leonard Garcia em Corpus Christi, Texas no evento principal do WEC 39. Garcia foi muito agressivo, mas cometeu um erro e circulou na direção errada. Brown percebeu o erro, derrubando Garcia com um soco de direita. Ele seguiu com uma enxurrada de socos e cotoveladas, uma delas abruiu um corte na testa de Garcia. Brown pegou as costas de Garcia e trabalhou sem sucesso um mata leão. Garcia colocou Brown em sua guarda, mas Brown passou para a montada e aplicou um triângulo de braço. Garcia desistiu aos 1:57 do primeiro round. Brown disse que ele não se sentia o real campeão após a luta com Faber, mas ele se sentia feliz, ele estabeleceu-se como campeão com sua vitória sobre Garcia.
A segunda defesa de Brown foi uma revanche contra o ex-campeão Urijah Faber no evento principal do WEC 41: Brown vs. Faber 2. A luta aconteceu na ARCO Arena em 7 de junho de 2009 em Sacramento, Califórnia. Faber foi derrotado pela segunda vez por Brown por decisão unânime em frente ao seu público em Sacramento. As pontuações dos juízes foram 49-46, 48-47 e 49-46, todos a favor de Brown, consolidando-o como melhor peso pena do mundo. Os sites de MMA Sherdog.com e ESPN.com ambos afirmaram que "A mão direita de Faber foi párea para o topo da cabeça de Mike Brown".
Após sua vitória por decisão unânime sobre Faber (pela segunda vez), Brown perdeu o Cinturão Peso Pena do WEC contra José Aldo em 18 de novembro de 2009 no WEC 44. Brown perdeu por nocaute no segundo round.
Brown derrotou o estreante no WEC Anthony Morrison em 10 de janeiro de 2010 no WEC 46 por finalização no primeiro round.
Brown enfrentou Manny Gamburyan em 24 de abril de 2010 no WEC 48. Gamburyan derrotou Brown por nocaute no primeiro round.
A próxima luta de Mike Brown foi contra Cole Province no WEC 51. Ele venceu a luta por nocaute técnico no primeiro round.

### Ultimate Fighting Championship
Em 28 de outubro de 2010, o World Extreme Cagefighting se fundiu com o Ultimate Fighting Championship. Como parte da fusão, todos os lutadores do WEC foram transferidos para o UFC.
Brown primeiramente enfrentou Diego Nunes em 1 de janeiro de 2011 no UFC 125. Ele perdeu a luta por decisão dividida.
Brown voltou a ação contra Rani Yahya em 22 de janeiro de 2011 no UFC Fight Night 23, substituindo o lesionado Chan Sung Jung. Ele perdeu a luta por decisão unânime.
Brown estava sem lutar até metade de 2011 se recuperando da lesão sofrida na luta contra Yahya. Em 6 de agosto de 2011, Brown enfrentou Nam Phan no UFC 133. Ele venceu a luta por decisão unânime, conseguindo sua primeira vitória no UFC.
Brown era esperado para enfrentar Vagner Rocha em 20 de janeiro de 2012 no UFC on FX: Guillard vs. Miller. Porém, Brown foi forçado a se retirar da luta com uma lesão no joelho.
Brown enfrentou Daniel Pineda em 26 de maio de 2012 no UFC 146. Ele derrotou Pineda por decisão unânime. Na entrevista com Ariel Helwani após a luta, Brown disse que se daria duas semanas para considerar a aposentadoria baseado como seu corpo se recuperaria. Em 4 de julho de 2012, Brown assinou um contrato de 5 lutas com o UFC.
Brown era esperado para enfrentar Akira Corassani em 17 de agosto de 2013 no UFC Fight Night: Shogun vs. Sonnen. Porém, Corassani teve que se retirar da luta e foi substituído por Steven Siler. Brown perdeu por nocaute em menos de um minuto de luta.
Brown era esperado para substituir Sean Soriano e enfrentar Estevan Payan em 19 de abril de 2014 no UFC on Fox: Werdum vs. Browne. Porém, uma lesão tirou Brown do evento e ele foi substituído por Alex White.

## Cartel no MMA
| Res.    | Cartel | Oponente         | Método                                     | Evento                                      | Data       | Round | Tempo | Local                    | Notas                                                       |
| ------- | ------ | ---------------- | ------------------------------------------ | ------------------------------------------- | ---------- | ----- | ----- | ------------------------ | ----------------------------------------------------------- |
| Derrota | 26-9   | Steven Siler     | Nocaute (socos)                            | UFC Fight Night: Shogun vs. Sonnen          | 17/08/2013 | 1     | 0:50  | Boston, Massachusetts    |                                                             |
| Vitória | 26-8   | Daniel Pineda    | Decisão (unânime)                          | UFC 146: Dos Santos vs. Mir                 | 26/05/2012 | 3     | 5:00  | Las Vegas, Nevada        |                                                             |
| Vitória | 25-8   | Nam Phan         | Decisão (unânime)                          | UFC 133: Evans vs. Ortiz                    | 06/08/2011 | 3     | 5:00  | Filadélfia, Pensilvânia  |                                                             |
| Derrota | 24-8   | Rani Yahya       | Decisão (unânime)                          | UFC: Fight for the Troops 2                 | 22/01/2011 | 3     | 5:00  | Fort Hood, Texas         |                                                             |
| Derrota | 24-7   | Diego Nunes      | Decisão (dividida)                         | UFC 125: Resolution                         | 01/01/2011 | 3     | 5:00  | Las Vegas, Nevada        |                                                             |
| Vitória | 24-6   | Cole Province    | Nocaute Técnico (socos)                    | WEC 51: Aldo vs. Gamburyan                  | 30/09/2010 | 1     | 1:18  | Broomfield, Colorado     |                                                             |
| Derrota | 23-6   | Manvel Gamburyan | Nocaute (socos)                            | WEC 48: Aldo vs. Faber                      | 24/04/2010 | 1     | 2:22  | Sacramento, Califórnia   |                                                             |
| Vitória | 23-5   | Anthony Morrison | Finalização (mata leão)                    | WEC 46: Varner vs. Henderson                | 10/01/2010 | 1     | 1:54  | Sacramento, Califórnia   |                                                             |
| Derrota | 22-5   | José Aldo        | Nocaute Técnico (socos)                    | WEC 44: Brown vs. Aldo                      | 08/11/2009 | 2     | 1:20  | Las Vegas, Nevada        | Perdeu o Cinturão Peso Pena do WEC.                         |
| Vitória | 22-4   | Urijah Faber     | Decisão (unânime)                          | WEC 41: Brown vs. Faber 2                   | 07/06/2009 | 5     | 5:00  | Sacramento, Califórnia   | Defendeu o Cinturão Peso Pena do WEC; Luta da Noite.        |
| Vitória | 21-4   | Leonard Garcia   | Finalização (triângulo de braço)           | WEC 39: Brown vs. Garcia                    | 01/03/2009 | 1     | 1:57  | Corpus Christi, Texas    | Defendeu o Cinturão Peso Pena do WEC; Finalização da Noite. |
| Vitória | 20-4   | Urijah Faber     | Nocaute Técnico (socos)                    | WEC 36: Faber vs. Brown                     | 05/11/2008 | 1     | 2:23  | Hollywood, Flórida       | Ganhou o Cinturão Peso Pena do WEC; Nocaute da Noite.       |
| Vitória | 19-4   | Jeff Curran      | Decisão (unânime)                          | WEC 34: Faber vs. Pulver                    | 01/06/2008 | 3     | 5:00  | Sacramento, Califórnia   |                                                             |
| Vitória | 18-4   | Manny Reyes Jr.  | Finalização (mata leão)                    | PXF - Premier X-treme Fighting              | 08/12/2007 | 1     | 1:46  | Hollywood, Flórida       |                                                             |
| Vitória | 17-4   | Eben Oroz        | Nocaute Técnico (socos)                    | HOOKnSHOOT - Bodog Fight                    | 24/11/2007 | 1     | 3:15  | Evansville, Indiana      |                                                             |
| Vitória | 16-4   | Yves Edwards     | Decisão (unânime)                          | Bodog Fight - Clash of the Nations          | 16/12/2006 | 3     | 5:00  | São Petersburgo          |                                                             |
| Vitória | 15-4   | Jason Bryant     | Nocaute Técnico (socos)                    | AFC 19 - Absolute Fighting Championships 19 | 21/10/2006 | 1     | 1:26  | Boca Raton, Flórida      |                                                             |
| Vitória | 14-4   | Rocky Long       | Finalização                                | KE - Kick Enterprises                       | 09/09/2006 | 2     | 1:32  | Fort Myers, Flórida      |                                                             |
| Vitória | 13-4   | Dustin Neace     | Finalização (guilhotina)                   | AFC 18 - Absolute Fighting Championships 18 | 26/08/2006 | 1     | 0:50  | Boca Raton, Flórida      |                                                             |
| Derrota | 12-4   | Masakazu Imanari | Finalização (chave de joelho)              | DEEP - 22 Impact                            | 02/12/2005 | 2     | 3:38  | Tóquio                   |                                                             |
| Vitória | 12-3   | Takeshi Yamazaki | Decisão (unânime)                          | DEEP - 21st Impact                          | 28/10/2005 | 3     | 5:00  | Tóquio                   |                                                             |
| Vitória | 11-3   | Taiyo Nakahara   | Finalização (triângulo)                    | GCM - D.O.G. 2                              | 11/06/2005 | 2     | N/A   | Tóquio                   |                                                             |
| Vitória | 10-3   | Renato Tavares   | Decisão (unânime)                          | AFC 10 - Absolute Fighting Championships 10 | 30/10/2004 | 3     | 5:00  | Fort Lauderdale, Flórida |                                                             |
| Derrota | 9-3    | Joe Lauzon       | Finalização                                | CZ 8 - Street Justice                       | 02/10/2004 | 3     | N/A   | Revere, Massachusetts    |                                                             |
| Derrota | 9-2    | Genki Sudo       | Finalização (triângulo com chave de braço) | UFC 47: It's On                             | 02/04/2004 | 1     | 3:31  | Las Vegas, Nevada        |                                                             |
| Vitória | 9-1    | Leigh Remedios   | Decisão (unânime)                          | AFC 6 - Absolute Fighting Championships 6   | 06/12/2003 | 3     | 5:00  | Fort Lauderdale, Flórida |                                                             |
| Vitória | 8-1    | Renat Mirzabekov | Finalização (chave de calcanhar)           | HFC 2 - Hardcore Fighting Championships 2   | 18/10/2003 | 1     | 2:38  | Revere, Massachusetts    |                                                             |
| Vitória | 7-1    | Mark Hominick    | Finalização (chave de calcanhar)           | TFC 8 - Hell Raiser                         | 06/06/2003 | 3     | N/A   | Toledo, Ohio             |                                                             |
| Vitória | 6-1    | Shawn Graham     | Nocaute Técnico                            | HFC 1 - Hardcore Fighting Championships 1   | 24/05/2003 | 2     | 1:05  | Revere, Massachusetts    |                                                             |
| Vitória | 5-1    | Mike Large       | Finalização (mata leão)                    | TFC 7 - Fightzone 7                         | 28/02/2003 | 1     | N/A   | Toledo, Ohio             |                                                             |
| Vitória | 4-1    | Bill Mahoney     | Finalização (mata leão)                    | MD 10 - Mass Destruction 10                 | 25/01/2003 | 3     | N/A   | Swansea, Massachusetts   |                                                             |
| Vitória | 3-1    | Edward Odquina   | Finalização (mata leão)                    | USMMA 1 - Ring of Fury                      | 18/05/2002 | 1     | N/A   | Lowell, Massachusetts    |                                                             |
| Derrota | 2-1    | Hermes França    | Finalização (triângulo)                    | HOOKnSHOOT - Kings 1                        | 17/11/2001 | 1     | 2:21  | Evansville, Indiana      |                                                             |
| Vitória | 2-0    | Vinny Brightman  | Finalização (mata leão)                    | MD 3 - Mass Destruction 3                   | 04/08/2001 | 1     | 3:30  | Swansea, Massachusetts   |                                                             |
| Vitória | 1-0    | Jeff Darienzo    | Finalização (chave de dedo)                | MD 1 - Mass Destruction 1                   | 01/04/2001 | N/A   | N/A   | Swansea, Massachusetts   |                                                             |